# ラッセル・ダウニング
ラッセル・ダウニング（Russell Downing、1978年8月23日 - ）は、イングランド、ロザラム出身の自転車競技（ロードレース）選手。

## 来歴
2003年
- イギリス選手権
  - マディソン 優勝
  - ポイントレース 優勝

2004年
- ラス・マンハン 総合優勝
- UCIトラックワールドカップ シドニー大会 団体追抜 優勝

2005年
- イギリス選手権 ロードレース 優勝

2006年
- トリプティク・アルダンネーズ 総合優勝
- ドライヴェンクルス・オヴェライス 優勝
- バーミューダ・グランプリ 総合優勝

2007年
- バーミューダ・グランプリ 総合優勝

2008年
- ガーバン3日間 総合優勝
- チャズ・メッセンジャー・ステージレース 総合優勝

2009年
- ツアー・オブ・アイルランド 総合優勝

2010年、チームスカイに移籍
- ツール・ド・ワロニー 総合優勝

2012年、エンデュラレーシングに移籍。